# Dolichopus completus
Dolichopus completus är en tvåvingeart som beskrevs av Van Duzee 1921. Dolichopus completus ingår i släktet Dolichopus och familjen styltflugor.
Artens utbredningsområde är British Columbia. Inga underarter finns listade i Catalogue of Life.